# Ulugh Beg II
Ulugh Beg II o Ulugh Beg Mirza ibn Abu Saïd fou un príncep timúrida que va governar a Kabul i el Zabulistan. El seu pare Abu-Saïd li va concedir el govern el 1561 succeint a Karatshar.
En el seu període els lodis van estendre la seva influència pel país. Vers 1495 es va revoltar el seu fill Miran Shah Mirza, amb suport dels hazares, però va fracassar; es va refugiar amb els hazares però va acabar expulsat per aquestos pels "seus actes inmoderats" i va aparèixer al govern de Khusraw Shah a Kunduz; aquest el va enviar a governar Barman, amb Sayyid Qasim per ajudar-lo.
Ulugh Beg II va regnar a Kabul del 1461 al 1501 i a la seva mort el seu fill Abd al-Razzak Mirza era encara un infant, el que deixava un buit de poder; el governador de Kandahar (govern que li havia concedit Husayn Baykara d'Herat a finals del segle XV) l'arghúnida Muhammad Mukim Dhu l-Nun Beg Arghun es va casar amb una filla d'Ulugh Beg, i va assolir de fet el poder fins a l'octubre de 1504 quan la ciutat fou conquerida per Baber obligant a Mukim a retirar-se a Kandahar.